# 이브 탕기
이브 탕기(Yves Tanguy, 1900년 1월 5일 ∼ 1955년 1월 15일)는 프랑스의 초현실주의 화가이다.
파리 출신이나 미국에 귀화하여 코네티컷주 우드벨리에서 사망했다. 부친은 해군장교였던 관계로 청년시대는 선원으로 아프리카·에스파냐·남미 등을 항해, 1922년 파리로 돌아왔다. 그런데 가끔 포르 기욤의 화랑에서 키리코의 작품에 매혹되어 그림을 그리기 시작했다. 1925년에는 쉬르레알리스트들과 사귀어 1927년 제1회 개인전을 열었다. 탕기는 최초부터 구상(具象)을 그리지 않았는데 항해 중의 추억에서였던지 마치 해저(海底)와 같은 백그라운드에 화석 혹은 생물 비슷한 오브제를 배열하여 비현실의 회화 공간을 만들어 내고 있다. 1939년에 제2차 세계대전을 피하여 미국으로 건너갔다. 그러나 1927년 이래에 그가 추구한 바는 일관하여 변하지 않았고 점토상(粘土狀)의 원형질을 대지(大地)로 하는 그의 우주발생의 풍경은 점점 확대되어 그의 꿈은 그 나름의 리얼리티를 유지해 나갔다. 대표작은 <때의 신기루>(1954)와 대작 <호(弧)의 증식>을 남겼다.